# 센고쿠 요시토

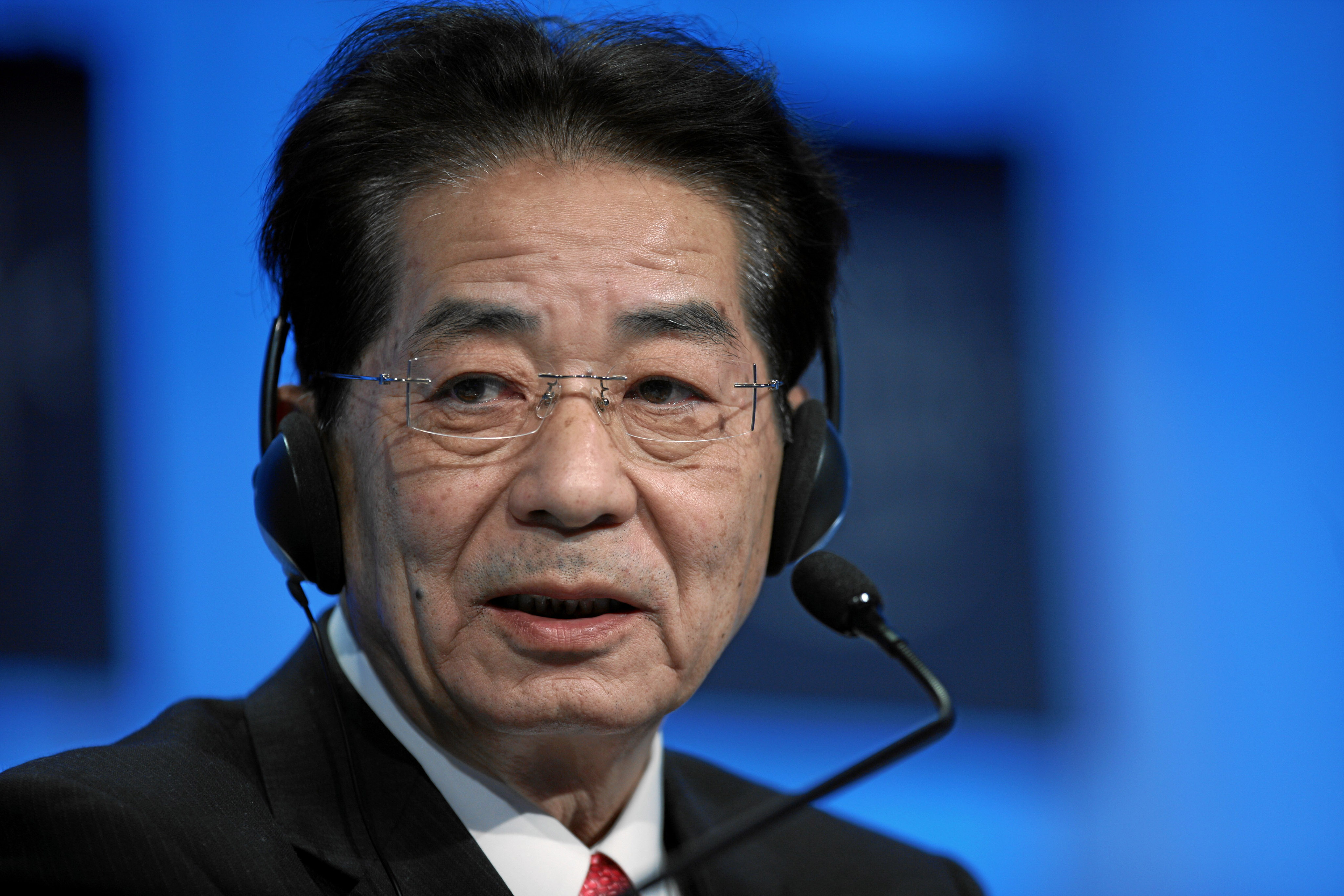
센고쿠 요시토, 2010년 1월 30일 그라우뷘덴 주에서 개최된 세계 경제 포럼에서

센고쿠 요시토 (仙谷由人, 1946년 1월 15일 ~ 2018년 10월 11일)는 일본의 정치인, 변호사, 중의원(6기), 내각관방장관(제78대), 료운카이(凌雲会) 회장이다.